# Alvin Lee and Company
Alvin Lee and Company è un album del gruppo musicale britannico Ten Years After, pubblicato nel 1972.

## Tracce
Testi e musiche di Alvin Lee eccetto dove diversamente indicato.
1. The Sounds - 4:13
2. Rock Your Mama - 3:02
3. Hold Me Tight - 2:20
4. Standing at the Crossroads (Elmore James, Arthur Johnson) - 4:03
5. Portable People - 2:15
6. Boogie On - 14:31
7. Spider in My Web - 7:19
8. Hear Me Calling - 3:48
9. I'm Going Home - 3:37

## Formazione
- Alvin Lee - chitarra, voce
- Chick Churchill - organo
- Ric Lee - batteria
- Leo Lyons - basso elettrico